# Von Kempelen og hans opdagelse
Von Kempelen og hans opdagelse, udgivet 1867, er titlen på en novelle af den amerikanske digter og forfatter, Edgar Allan Poe. Oprindeligt udgivet på engelsk den 8.marts 1849 under titlen Von Kempelen and his Discovery.

## Handling
Novellen tager form af et manuskript til en videnskabelig forelæsning, hvor fortælleren behandler en vis opfindelse, gjort af tyskeren Von Kempelen. Det fremgår ikke eksplicit, hvem fortælleren er, men i kraft af noter, angiveligt indsat i teksten af en redaktør, er der tale om en Mr. Poe. I første del af novellen beskrives sansynligheden for, at opdagelsen er blevet gentaget og efterprøvet af andre end Von Kempelen selv såvel som mulighederne for i fremtiden at gentage den. Først i anden del forklares, hvilken opfindelse, der er tale om. Fortælleren – som har førstehåndskendsskab til Von Kempelen – beskriver, hvorledes han var kendt som en fattig mand. Alligevel kunne han købe et mægtigt hus, hvilket fangede folks opmærksomhed, og Von Kempelen blev ført til retten, anklaget for bedrageri. Intet kunne imidlertid bevises, men efter hans løsladelse skyggede man ham og fulgte ham til et hemmeligt laboratorium. I dette fandt man blandt andet glaskolber med flydende bly og forskellige reagenser. Under hans seng fandt man en skuffe, som man senere opdagede var proppet med det pureste guld. Dermed stod det klart, at Von Kempelen havde fundet en metode til at lave bly om til guld (ligesom de vises sten). Som afslutning spekuleres der over konsekvenserne ved dette – blandt andet i forhold til de ansatte ved guldminerne i Amerika og prisen på sølv. Desuden konstateres det, at opdagelsen – selvom den endnu ikke er blevet eftergjort – har betydet en væsentlig stigning i prisen på bly i Europa.

## Udgivelse af novellen
- The Complete Tales & Poems of Edgar Allan Poe, Castle Books, 1985
- Andersen, Carit (1987) Edgar Allan Poe: Sælsomme fortællinger, Carit Andersens forlag.